# Medalla Rumford
No confundir con el Premio Rumford
La medalla Rumford es un premio anual otorgado por la Royal Society por investigaciones científicas en el campo de las propiedades térmicas u ópticas de la materia.

## Características
En 1796, Benjamin Thompson, conocido como conde Rumford, dio 5000 $ tanto a la Royal Society como a la Academia Estadounidense de las Artes y las Ciencias para dar premios cada dos años por investigaciones científicas excelentes en el campo de las propiedades térmicas u ópticas de la materia, haciendo notar que el Conde Rumford quería que se reconociesen descubrimientos que tendiesen a promover el bien para la Humanidad.
La Royal Society premia con la medalla Rumford mientras que la Academia de las Artes y las Ciencias de los Estados Unidos lo hace con el premio Rumford.
La medalla Rumford está restringida a científicos que trabajan en Europa. La medalla es de plata dorada y lleva asociada un premio de 1000 £.

## Galardonados con la medalla Rumford

### sigloXVIII
- 1800 : Benjamin Thompson

### sigloXIX
- 1804 : Sir John Leslie
- 1806 : William Murdoch
- 1810 : Étienne Louis Malus
- 1814 : William Charles Wells
- 1816 : Humphry Davy
- 1818 : David Brewster
- 1824 : Augustin-Jean Fresnel
- 1832 : John Frederic Daniell
- 1834 : Macedonio Melloni
- 1838 : James David Forbes
- 1840 : Jean-Baptiste Biot
- 1842 : William Henry Fox Talbot
- 1846 : Michael Faraday
- 1848 : Henri Victor Regnault
- 1850 : François Jean Dominique Arago
- 1852 : George Gabriel Stokes
- 1854 : Neil Arnott
- 1856 : Louis Pasteur
- 1858 : Jules Jamin
- 1860 : James Clerk Maxwell
- 1862 : Gustav Robert Kirchhoff
- 1864 : John Tyndall
- 1866 : Armand Hippolyte Louis Fizeau
- 1868 : Balfour Stewart
- 1870 : Alfred Olivier Des Cloizeaux
- 1872 : Anders Jonas Ångström
- 1874 : Joseph Norman Lockyer
- 1876 : Pierre Jules Cesar Janssen
- 1878 : Alfred Cornu
- 1880 : William Huggins
- 1882 : William de Wiveleslie Abney
- 1884 : Tobias Robertus Thalen
- 1886 : Samuel Pierpont Langley
- 1888 : Pietro Tacchini
- 1890 : Heinrich Rudolf Hertz
- 1892 : Nils Christoffer Dunér
- 1894 : James Dewar
- 1896 : Philipp Lenard y Wilhelm Conrad Röntgen
- 1898 : Oliver Joseph Lodge
- 1900 : Antoine Henri Becquerel

### sigloXX
- 1902 : Charles Algernon Parsons
- 1904 : Ernest Rutherford
- 1906 : Hugh Longbourne Callendar
- 1908 : Hendrik Anton Lorentz
- 1910 : Heinrich Rubens
- 1912 : Kamerlingh Onnes
- 1914 : Lord Rayleigh
- 1916 : William Henry Bragg
- 1918 : Charles Fabry y Alfred Perot
- 1920 : Lord Rayleigh
- 1922 : Pieter Zeeman
- 1924 : Charles Vernon Boys
- 1926 : Arthur Schuster
- 1928 : Friedrich Paschen
- 1930 : Peter Debye
- 1932 : Fritz Haber
- 1934 : Wander Johannes de Haas
- 1936 : Ernest John Coker
- 1938 : Robert Williams Wood
- 1940 : Karl Manne Georg Siegbahn
- 1942 : Gordon Miller Bourne Dobson
- 1944 : Harry Ralph Ricardo
- 1946 : Alfred Egerton
- 1948 : Franz Eugen Simon
- 1950 : Frank Whittle
- 1952 : Frits Zernike
- 1954 : Cecil Reginald Burch
- 1956 : Frank Philip Bowden
- 1958 : Thomas Ralph Merton
- 1960 : Alfred Gordon Gaydon
- 1962 : Dudley Maurice Newitt
- 1964 : Hendrik Christoffel van de Hulst
- 1966 : William Penney
- 1968 : Dennis Gabor
- 1970 : Christopher Hinton
- 1972 : Basil John Mason
- 1974 : Alan Cottrell
- 1976 : Ilya Prigogine
- 1978 : George Porter
- 1980 : William Frank Vinen
- 1982 : Charles Gorrie Wynne
- 1984 : Harold Horace Hopkins
- 1986 : Denis Rooke
- 1988 : Felix J. Weinberg
- 1990 : Walter Eric Spear
- 1992 : HNV Temperley
- 1994 : A Keller
- 1996 : G Turner
- 1998 : Richard Henry Friend
- 2000 : Wilson Sibbett

### sigloXXI
- 2002 : David King
- 2004 : Richard Dixon
- 2006 : Jean-Pierre Hansen
- 2008 : Edward Hinds
- 2010 : Gilbert Lonzarich
- 2012 : Roy Taylor